# Macello
Macello (piemontesisch Masel) ist eine italienische Gemeinde in der Metropolitanstadt Turin (TO), Region Piemont, etwa 30 km südwestlich von Turin.

## Lage und Einwohner
Der Ort liegt nahe der Mündung des Chisone in den Pellice, einen Nebenfluss des Po, auf einer Höhe von 301 m über dem Meeresspiegel, etwa 40 km südwestlich von Turin. Das Gemeindegebiet umfasst eine Fläche von 14 km² und hat 1177 Einwohner (Stand 31. Dezember 2023). 
Die Nachbargemeinden sind die Stadt Pinerolo (im Nordwesten) sowie Buriasco, Vigone, Garzigliana und Cavour.

## Geschichte

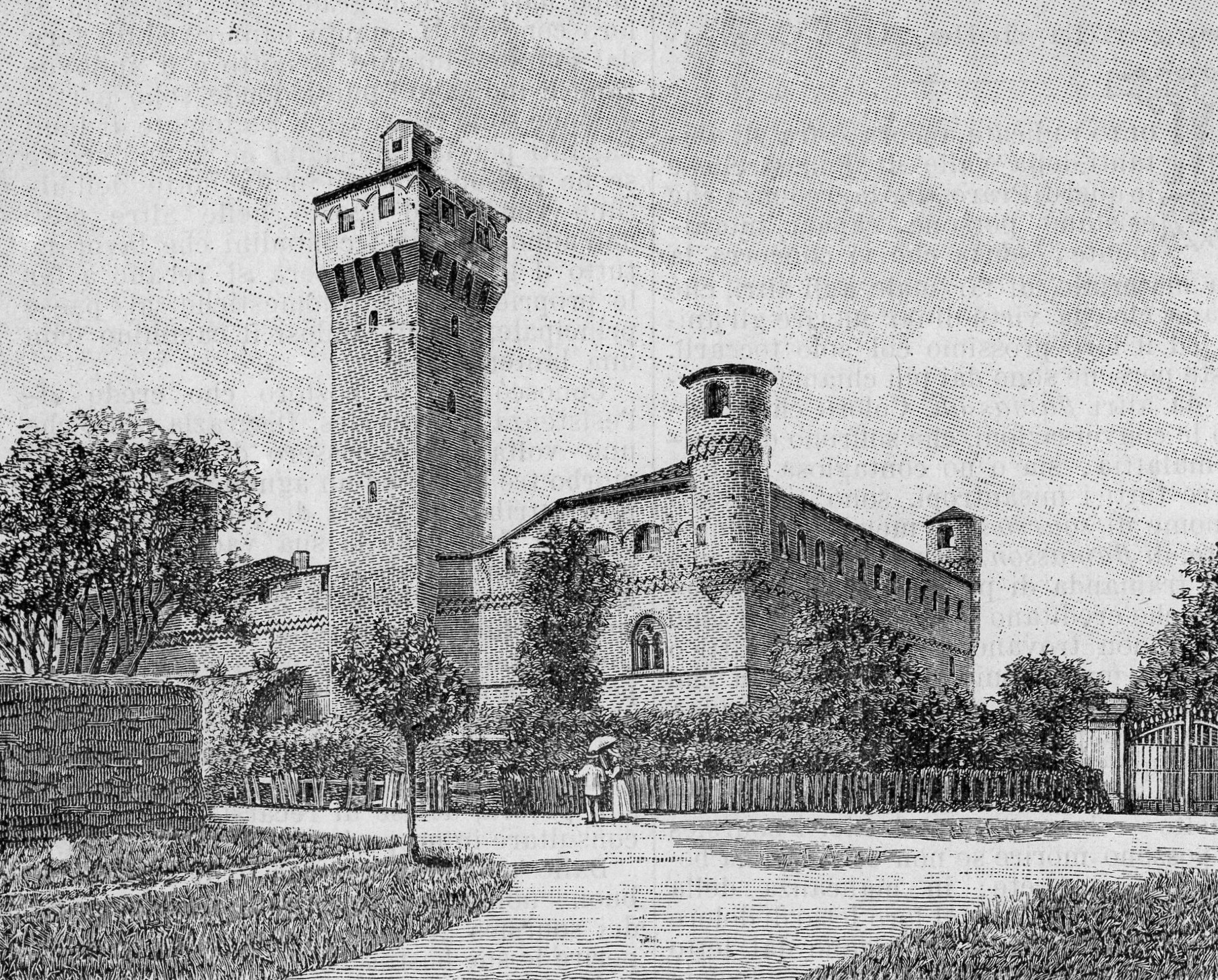
Schloss Macello

Der Ursprung der Stadt ist ungewiss. Die erste Erwähnung auf Karten geht auf das Jahr 1026 zurück.
Im 13. Jahrhundert ließ Philipp Fürst von Acaja in der Nähe der ursprünglichen Zufluchtsstätte das Schloss Macello bauen. Es diente als Militärbau. Anschließend wurde es mit barocken Umbauten in die ursprüngliche mittelalterliche Struktur umgebaut und als herrschaftlicher Wohnsitz genutzt. Das vollständig restaurierte Schloss verfügt nun über eine Reihe von Sälen, die sich für Konferenzen, Ausstellungen, Konzerte und wissenschaftlich-kulturelle Treffen eignen.